# Barrage de Kremastá
Le barrage de Kremastá (grec moderne : Υδροηλεκτρικό φράγμα Κρεμαστών / Ydroilektrikó frágma Kremastón) est un barrage en remblai de terre sur la rivière Achelous en Étolie-Acarnanie, en Grèce.

## Géographie
Le lac de Kremastá est le plus grand lac artificiel de Grèce, le barrage est situé juste en aval de l'endroit où les rivières Agrafiotis, Tavropos et Trikeriotis se rencontrent pour former l'Achelous. 

## Histoire
Le barrage fut construit entre 1961 et 1965 et ses quatre turbogénérateurs Francis de 109,3 MW furent mis en service entre 1966 et 1967. Peu de temps après le remplissage du réservoir du barrage, le lac de Kremastá, un tremblement de terre de 6,3 M w se produisit, attribué à la sismicité induite par le réservoir.